# Shallow Believer
Shallow Believer es un EP lanzado en formato digital, por la banda The Used. Su fecha de lanzamiento fue el 19 de febrero de 2008.

## Información
El EP es una recopilación de los b-sides lanzados por la banda en sus tres primeros álbumes de estudio. Siete de las canciones habían sido anteriormente lanzadas como bonus track en diferentes ediciones de sus álbumes. El diseño de la portada del disco, fue echa por Bert McCracken y Alex Pardee. El nombre del EP es sacado de la letra de la canción "Slit Your Own Throat".

## Canciones
Todas las canciones escritas y compuestas por The Used. 
| N.º | Título                 | Duración |  |
| 1.  | «Dark Days»            | 3:46     |  |
| 2.  | «Slit Your Own Throat» | 3:04     |  |
| 3.  | «Devil Beside You»     | 3:45     |  |
| 4.  | «Into My Web»          | 3:37     |  |
| 5.  | «My Pesticide»         | 3:05     |  |
| 6.  | «Choke Me»             | 2:00     |  |
| 7.  | «Sun Comes Up»         | 3:57     |  |
| 8.  | «Sick Hearts»          | 3:27     |  |
| 9.  | «Back of Your Mouth»   | 3:19     |  |
| 10. | «Tunnel»               | 3:44     |  |

- El track 6 es un b-side de la última canción Pieces Mended del álbum homónimo The Used, Los 4 y 9 fueron bonustracks en ediciones japonesas de In Love and Death. Las canciones 1, 2 y 3 son b-sides de los sencillos de Lies for the Liars, las canciones 5, 7, 8, 10 y 11 fueron grabadas junto a Lies for the Liars.

| Bonus track |                                                        |          |  |
| N.º         | Título                                                 | Duración |  |
| 11.         | «Pain» (Solo en la versión deluxe vendida por I Tunes) | 4:30     |  |

## Créditos
The Used
- Bert McCracken - voz, trompeta, teclado, piano, sintetizador.
- Jeph Howard - bajo, voz.
- Quinn Allman - guitarra, voz.

Músicos adicionales
- Dean Butterworth - batería, percusión (tracks 1 al 3, 5, 7 al 8, 10 al 11).
- Branden Steineckert - batería, percusión, voz (tracks 4, 6 y 9).

## Trivia
- Al principio de la canción "Dark Days" se puede escuchar ligeramente el intro de la canción "Cut Up Angels" del álbum In Love and Death.
- Este es el segundo lanzamiento de la banda, en el que no figura Dan Whitesides desde que se unió a la banda.
- La canción "Choke Me" es una pista oculta al final de la canción "Pieces Mended" en el álbum The Used. Esta canción, es precedida por otra pista oculta, llamada "Polly", que es una grabación de la banda y una estríper en la fiesta de cumpleaños de Bert.
- La canción "Sick Hearts" hace referencia a "The Bird and the Worm", con la letra "Call me the bird or the worm" en el segundo coro.